# Clora Bryant
Clora Bryant, (Denison, 1927. május 30. – Los Angeles, 2019. augusztus 25.) amerikai dzsessztrombitás, énekesnő. Ő volt az egyetlen trombitásnő, aki Dizzy Gillespie-vel és Charlie Parkerrel is fellépett.

## Pályafutása
Három gyermek közül a legfiatalabb volt. Apja napszámos, édesanyja pedig háztartásbeli volt. Akkor halt meg, amikor Clora még csak hároméves volt. Bryant a bátyjával tanult meg zongorázni. Egy baptista gyülekezet kórusának tagja lett. Amikor Fred bátyja belépett a katonasághoz, Bryant megtanult trombitán játszani. A középiskolában már a fúvószenekarban trombitált. Bryant visszautasította az Oberlin Conservatory of Music és a Bennett College ösztöndíjait, mert 1943-tól már a Prairie View Co-eds dzsesszenekar tagja volt. A zenekar Texasban turnézott, és 1944-ben fellépett a New York-i Apollo Színházban is. 1946-ban tagja lett az International Sweethearts of Rhythm nevű, teljesen női dzsesszzenekarnak. Megszerezte a szakszervezeti tagkártyáját, és otthagyta az iskolát. Dizzy Gillespie lett a mentora, aki munkát adott is neki. Dobosként csatlakozott a Queens of Swing nevű fekete női dzsesszzenekarhoz, és turnézott a velük. 1951-ben Los Angelesben trombitásként dolgozott Josephine Baker és Billie Holiday mellett. Két évvel később New Yorkba költözött. Először a Central Avenue-n hallott bebopot.
A Queens of Swing 1951-ben lépett fel a televízióban − The Hollywood Sepia Tones − néven egy félórás varietéműsorban a Los Angeles-i KTLA tévében. Ők voltak az első női dzesszegyüttes, amelyik szerepelt a televízióban. A forgatás alatt Bryant hét hónapos terhes volt. Lánya születése után meghívták Ada Leonard műsorába; azonban csak egy hétig maradt, miután olyan üzeneteket kapott, hogy „vegyék le onnan azt a négert”.
1951-ben tagja volt egy Ginger Smock vezette női szextettnek, amelynek műsorát hat hétig sugároztak a CBS-en. 1954-ben rövid időre New Yorkba költözött. Bryant 1957-ben vette fel első és egyetlen albumát, a Gal with a Horn-t, és visszatért a turnézó élethez. Gyakran dolgozott chicagói és denveri klubokban. Las Vegasban Louis Armstronggal és Harry Jamesszel lépett fel. Billy Williams énekessel turnézott, vele volt az Ed Sullivan Show-ban.
Az 1960-as és 1970-es években a világ körül turnézott testvérével, Mellel − aki énekes volt. Tévéműsoruk volt Ausztráliában. 1989-ben Bryant lett az első női dzsesszzenész, aki turnézott a Szovjetunióban, miután Mihail Gorbacsovnak levelet írt.
Egy 1996-os szívroham és négyszereri bypass-műtét után Bryant kénytelen volt feladni a trombitálást, de továbbra is énekelt. Emellett előadásokat kezdett tartani a dzsessz történetéről, és társszerkesztője lett egy Los Angeles-i szakkönyvnek, ami általános iskolás gyerekekszámára készült.
2002-ben életműdíjat kapott a washingtoni Kennedy Centertől (a Mary Lou Williams Women in Jazz Award). Két évvel később dokumentumfilm jelent meg róla.
Egy JazzTimes-nak adott interjúban Bryant azt mondta: „Soha senki nem mondta nekem, hogy nem trombitálhatsz, lány vagy. Sem akkor, amikor elkezdtem a középiskolát, sem akkor, amikor Los Angelesbe jöttem. Az apám azt mondta: Kihívás lesz, de ha meg akarod csinálni, végig melletted állok.”
Bryant 2019. augusztus 25-én hunyt el szívroham következtében. Kilenc unokája és öt dédunokája volt.

## Albumok
- Gal with a Horn (1957)
- Plays and Sings • Complete Recordings, 1957-1960
- The Billy Williams Revue (1960 − két trombitaszóló)

## Filmek
- 1968: The Rosey Grier Show (TV show) season 1, episode 18 „Clora Bryant, Sam Fletcher”
- 2000: Mysteries and Scandals (TV show) season 3, episode 25, Humphrey Bogart
- 2005: Trumpetistically, Clora Bryant (video rövidfilm, R.: Zeinabu Irene Davis)
- 2010: Leimert Park, Los Angeles Voices (dokumentumfilm, R.: Paul Calderon and Alan Swyer)
- 2011: The Girls in the Band (dokumentumfilm, R.: Judy Chaikin)
- 2014: Sound of Redemption: The Frank Morgan Story (dokumentumfilm, R.: N.C. Heiken)

## Díjak
- 2002: Mary Lou Williams Women in Jazz Award

## Fordítás
- Ez a szócikk részben vagy egészben  a   Clora Bryant című angol Wikipédia-szócikk ezen változatának fordításán alapul.  Az eredeti cikk szerkesztőit annak laptörténete sorolja fel. Ez a jelzés csupán a megfogalmazás eredetét és a szerzői jogokat jelzi, nem szolgál a cikkben szereplő információk forrásmegjelöléseként.